# West Union (Ohio)
Pour les articles homonymes, voir West Union.
West Union est une petite ville de l'État de l'Ohio, aux États-Unis.
Elle est le siège du comté d'Adams.

## Démographie
West Union était peuplée, lors du recensement de 2010, de 3 405 habitants.